# Танакадате Аїкіцу

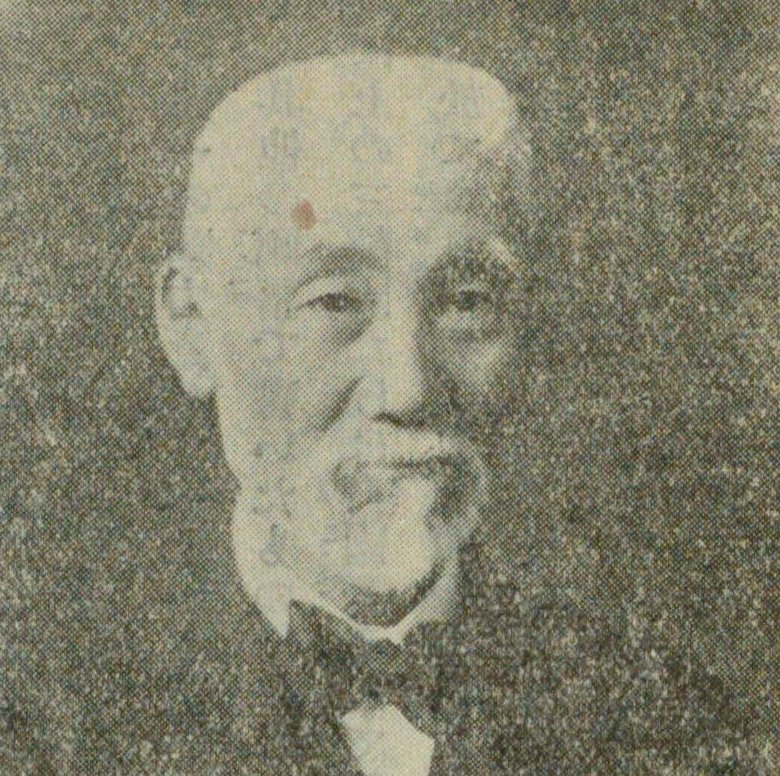
Танакадате Аїкіцу.

Танакадате Аїкіцу (яп. 田中館愛橘, たなかだてあいきつ; 1856–1952) — японський науковець, фізик.
Народився в префектурі Івате. Професор Токійського університету. 1891 року, у зв'язку із Великим Міно-Оварійським землетрусом, заснував Товариство дослідження і запобігання землетрусам. Був одним із співзасновників Центру спостереження географічних широт та Інституту авіації Японії. Сприяв популяризації в японських наукових виданнях латинки та метричної системи. 1944 року нагороджений Орденом культури.